# Pavel Babáček
Pavel Babáček (30. srpna 1914 Zábrdovice – 20. července 1941 Severní moře u Uithuizermeedenu) byl český palubní fotograf a střelec 311. československé bombardovací perutě RAF.

## Život

### Před druhou světovou válkou
Pavel Babáček se narodil 30. srpna 1914 v brněnských Zábrdovicích v rodině zámečníka Pavla Babáčka a Anežky, rozené Süssmandlové. Vyučil se fotografem, poté se přihlásil se do armádní Školy pro odborný dorost letectva v Prostějově na fotografický obor, který absolvoval mezi lety 1933 a 1934. Mezi lety 1934 a 1939 působil jako fotograf a instruktor ve Vojenském leteckém a technickém ústavu v Letňanech.

### Druhá světová válka
Po německé okupaci v březnu 1939 opustil Pavel Babáček Protektorát Čechy a Morava a přes Polsko se dostal do Francie, kde vstoupil do cizinecké legie. Po vypuknutí druhé světové války byl ze závazku propuštěn a zařazen do francouzského letectva. Po pádu Francie v červnu 1940 se evakuoval do Spojeného království, kde byl 10. července téhož roku přijat do Royal Air Force a po výcviku zařazen jako zadní střelec do 311. československé bombardovací perutě. Svůj první operační let absolvoval 9. ledna 1941, kdy byla bombardována továrna a nádrže na ropu ve Vlaardingenu. Dne 12. února téhož roku přežil havárii bombardéru ve Swinderby. Dne 19. července 1941 se zúčastnil náletu na Hannover ve stroji Vickers Wellington Mk.IC R1371 KX-F pod velením Václava Netíka. Během zpátečního letu probíhajícího v prvních hodinách dne 20. července se letoun z nezjištěných příčin zřítil do vln Severního moře v blízkosti nizozemského Uithuizermeedenu. Celá posádka zahynula. Dosáhl hodnosti rotmistra.

## Posmrtná ocenění
- Pavel Babáček byl in memoriam povýšen do hodnosti poručíka a v roce 1991 do hodnosti podplukovníka